# Environnement en Irlande
L'environnement en Irlande est l'environnement (ensemble des éléments - biotiques ou abiotiques - qui entourent un individu ou une espèce et dont certains contribuent directement à subvenir à ses besoins) du pays Irlande, pays d'Europe. 

## La biodiversité de l'Irlande

### Milieux

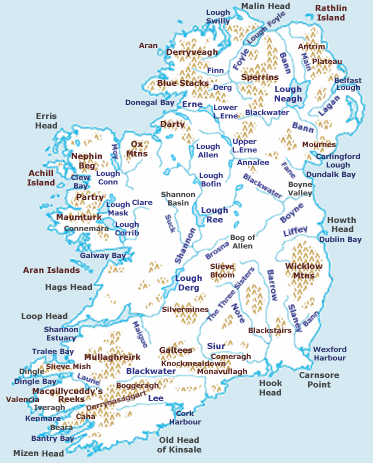
Carte physique de l'île d'Irlande.

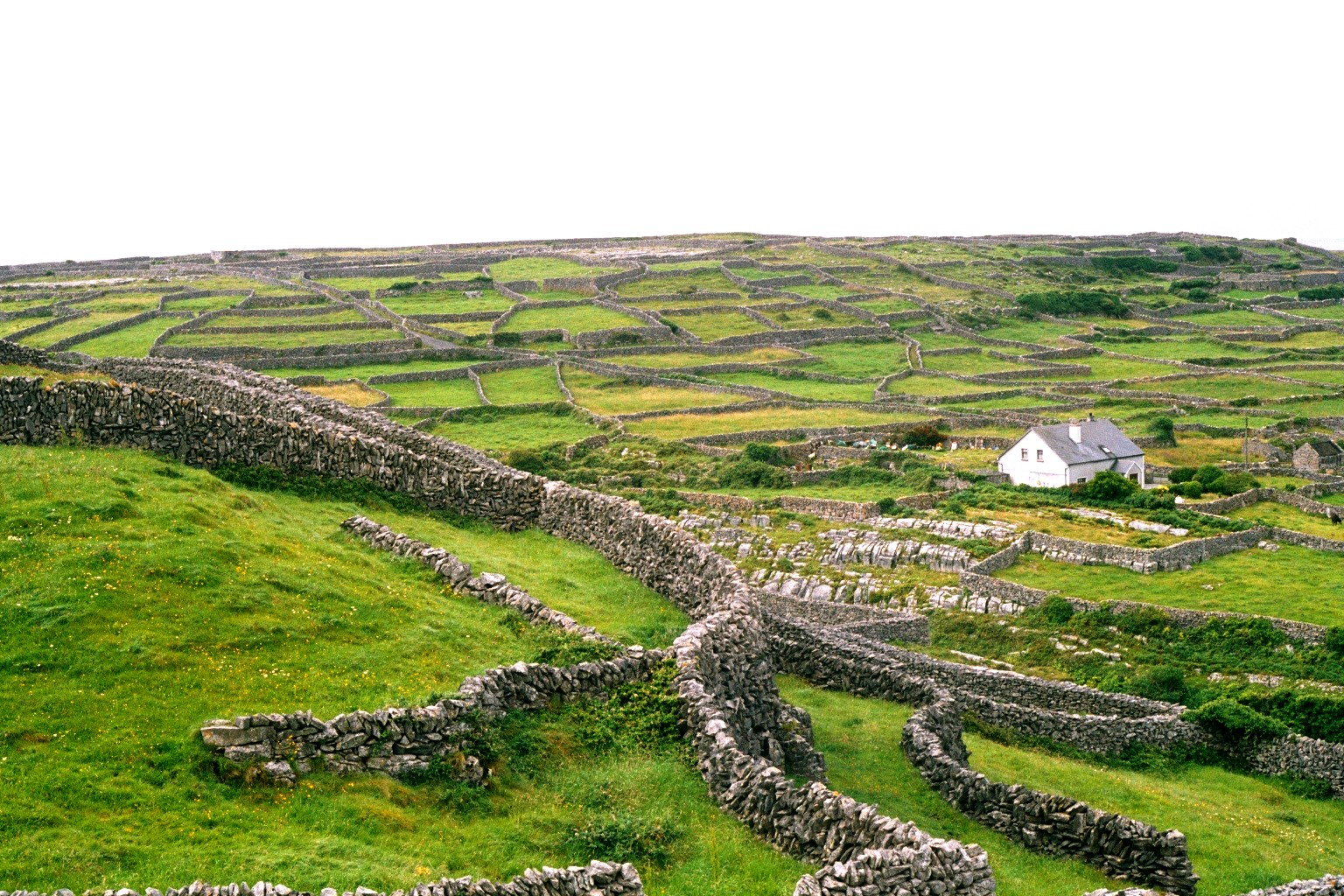
Îles d'Aran

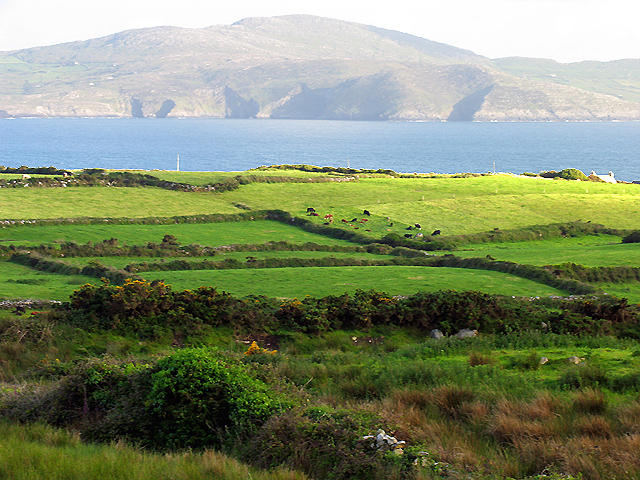
Comté de Cork

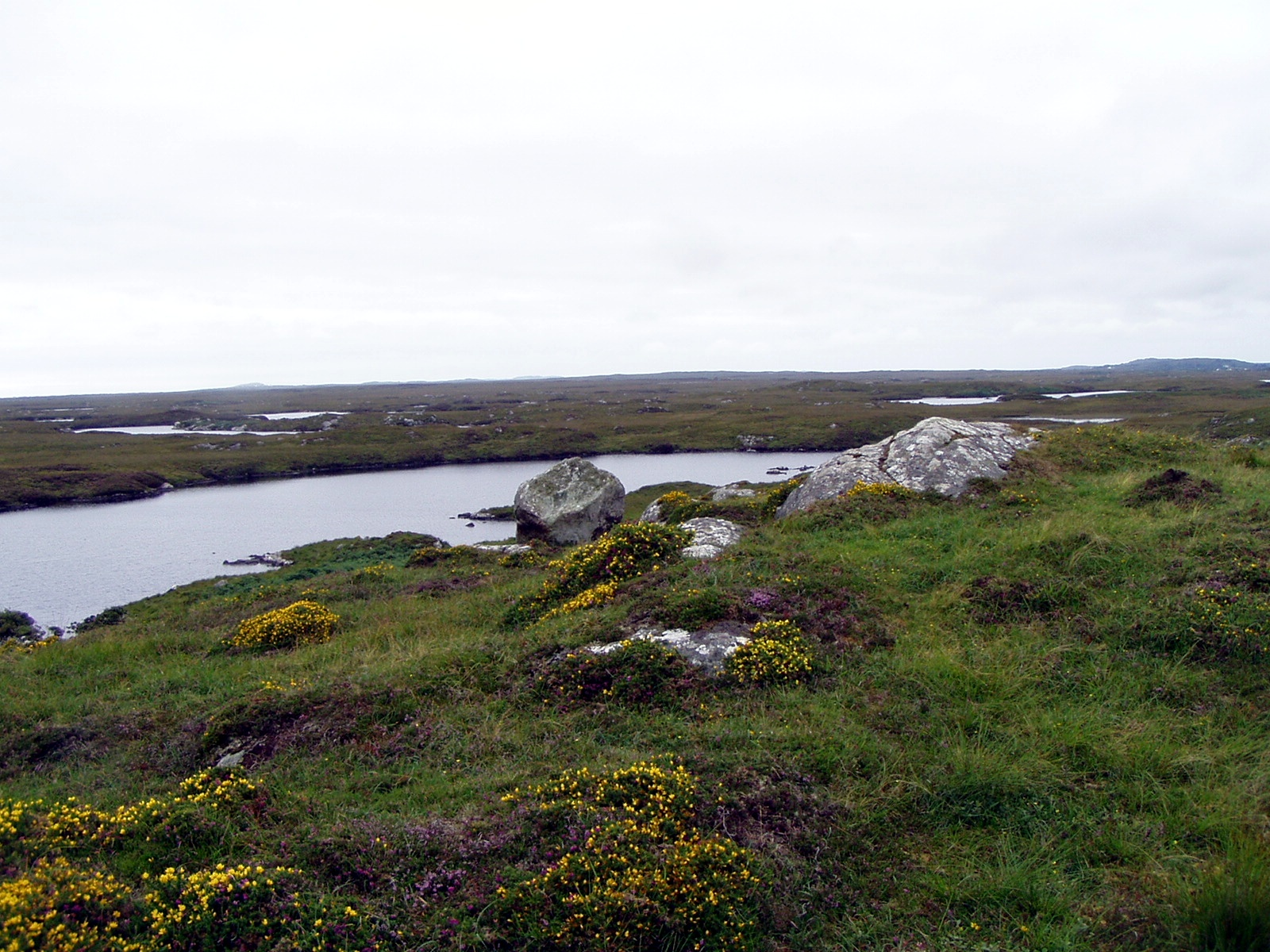
Tourbière dans le Connemara.

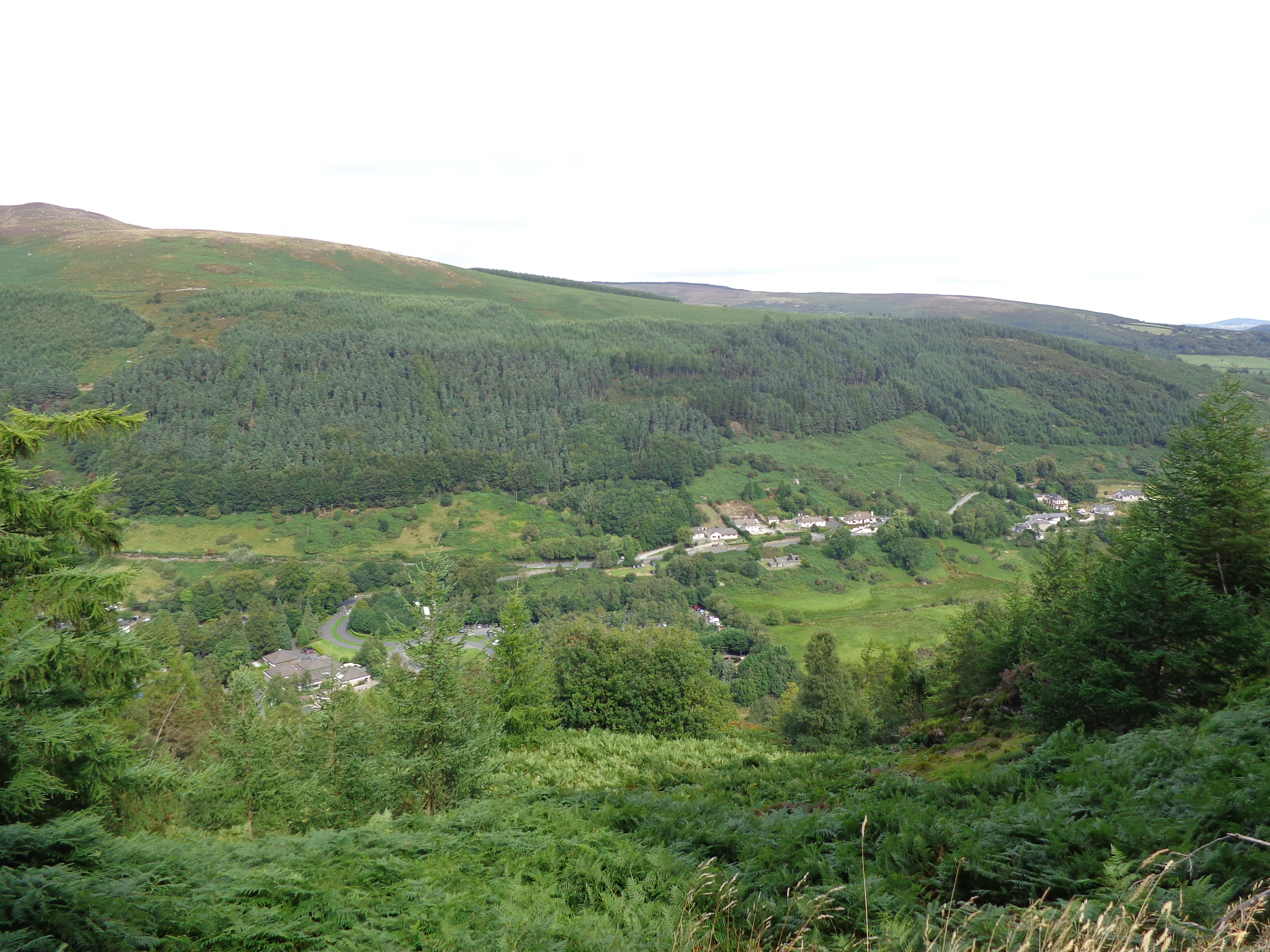
Le Glendalough dans les montagnes de Wicklow.

L'Irlande est une grande île. Le climat est de type océanique.
Le territoire est constitué de zones de bocage avec des haies importantes, d'espaces de cultures ouverts ou fermés par des murets, de landes. 
La forêt occupe une part peu importante des espaces. En raison de la stagnation des eaux, de la faible variation saisonnière des températures et de la violence des vents dans l'Ouest, les conditions sont peu favorables à la croissance des arbres, ce qui fait de l'Irlande le pays le moins boisé d'Europe. La priorité a également longtemps été donnée à l'agriculture sur la sylviculture. Ainsi, les forêts indigènes ont été coupées au fil des siècles depuis la fin du Moyen-Âge. La couverture forestière, réduite à 1 % au début du XXème siècle, est remontée en superficie ces dernières décennies, jusqu'à (11 % en 2017. 

### Faune et flore

#### Flore
Les milieux sont propices au développement de plantes basses et spongieuses comme la sphaigne, la linaigrette et la molinie, qui se décomposent en une tourbe acide dont l'épaisseur peut aller jusqu'à plus de 10 m

#### Faune
Un certain nombre d'espèces d'oiseaux, insectes, mammifères (dont marins), crustacés, poissons, invertébrés sont répertoriés.
La population de Courlis cendré a chuté de 96 % en 30 ans : le nombre de couples d'oiseaux est passé de 12 000 dans les années 1980 à 138 en 2017.

### Espaces protégés

#### Parcs nationaux
Le National Parks and Wildlife Service, un organisme dépendant du Department of Arts, Heritage, Regional, Rural and Gaeltacht Affairs, gère plusieurs aires protégées, dont six parcs nationaux : Ballycroy, Burren, Connemara, Glenveagh, Killarney et Wicklow.

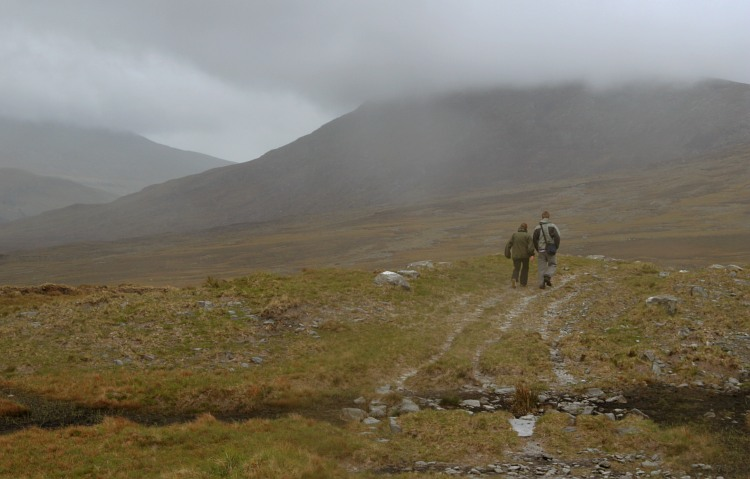
Parc national de Ballycroy.
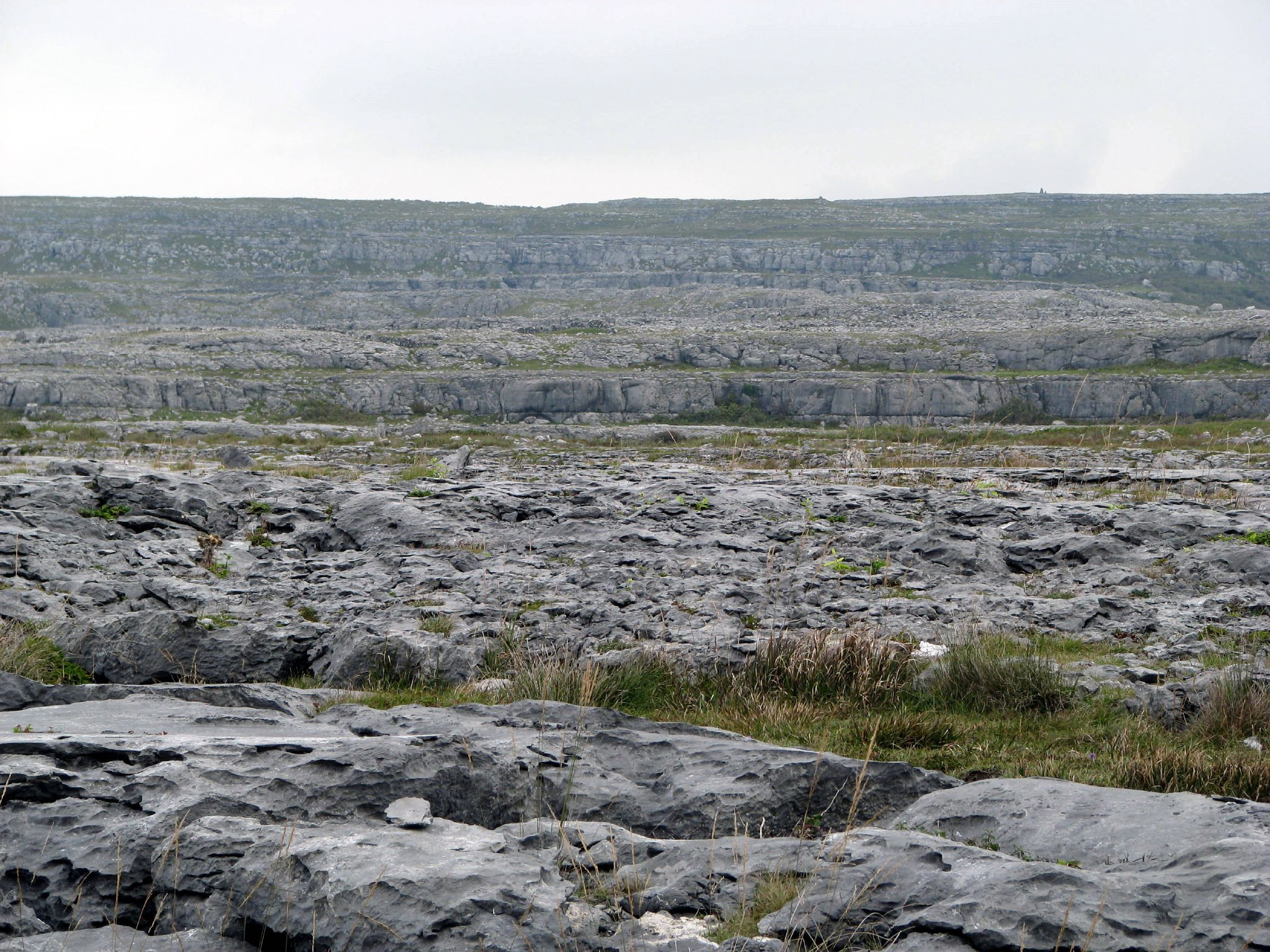
Paysage typique du parc national du Burren.
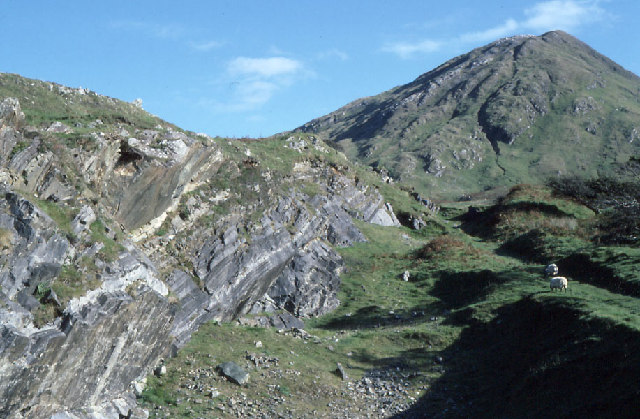
Diamond Hill dans le parc national du Connemara.
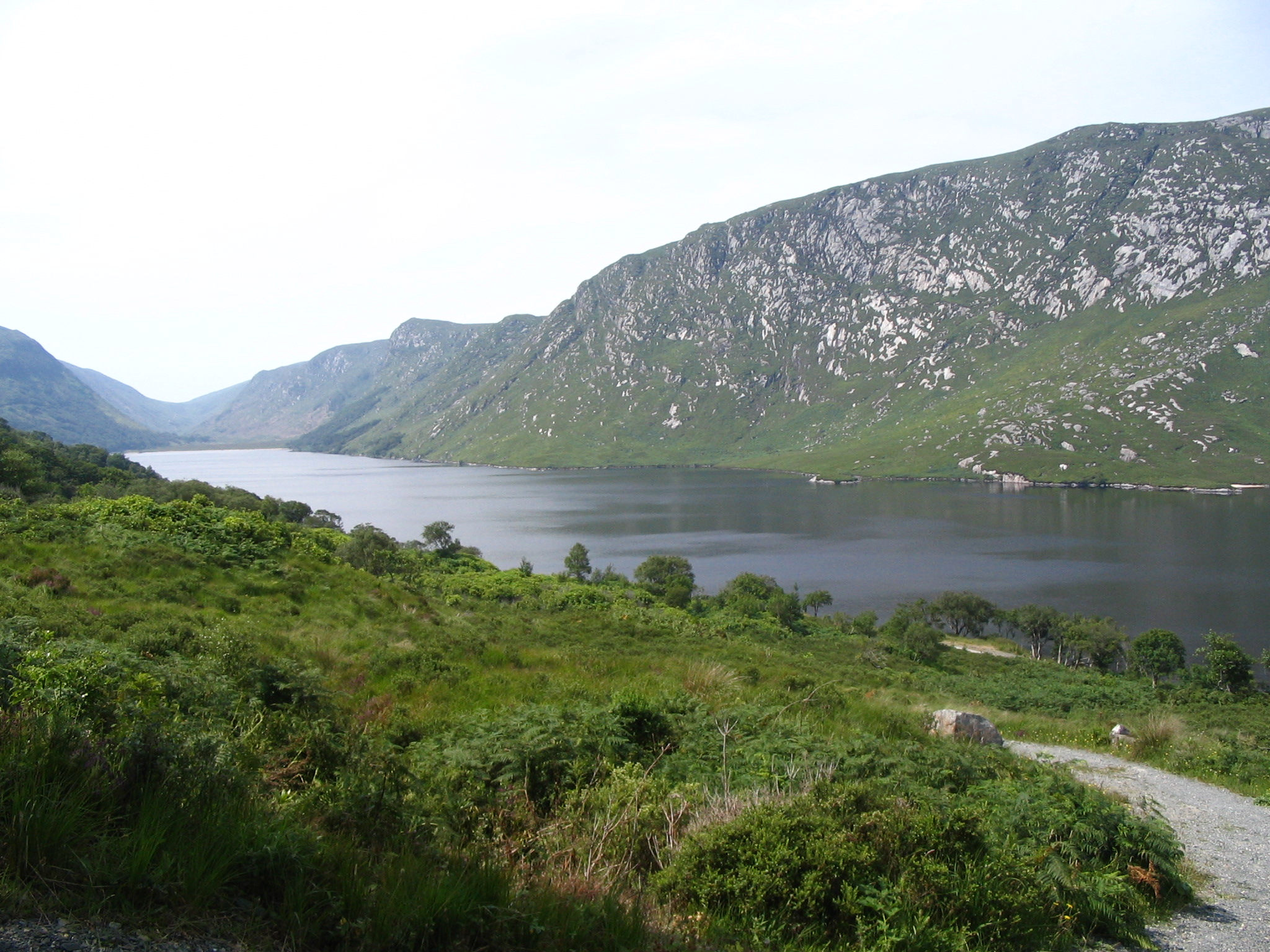
Parc national de Glenveagh.
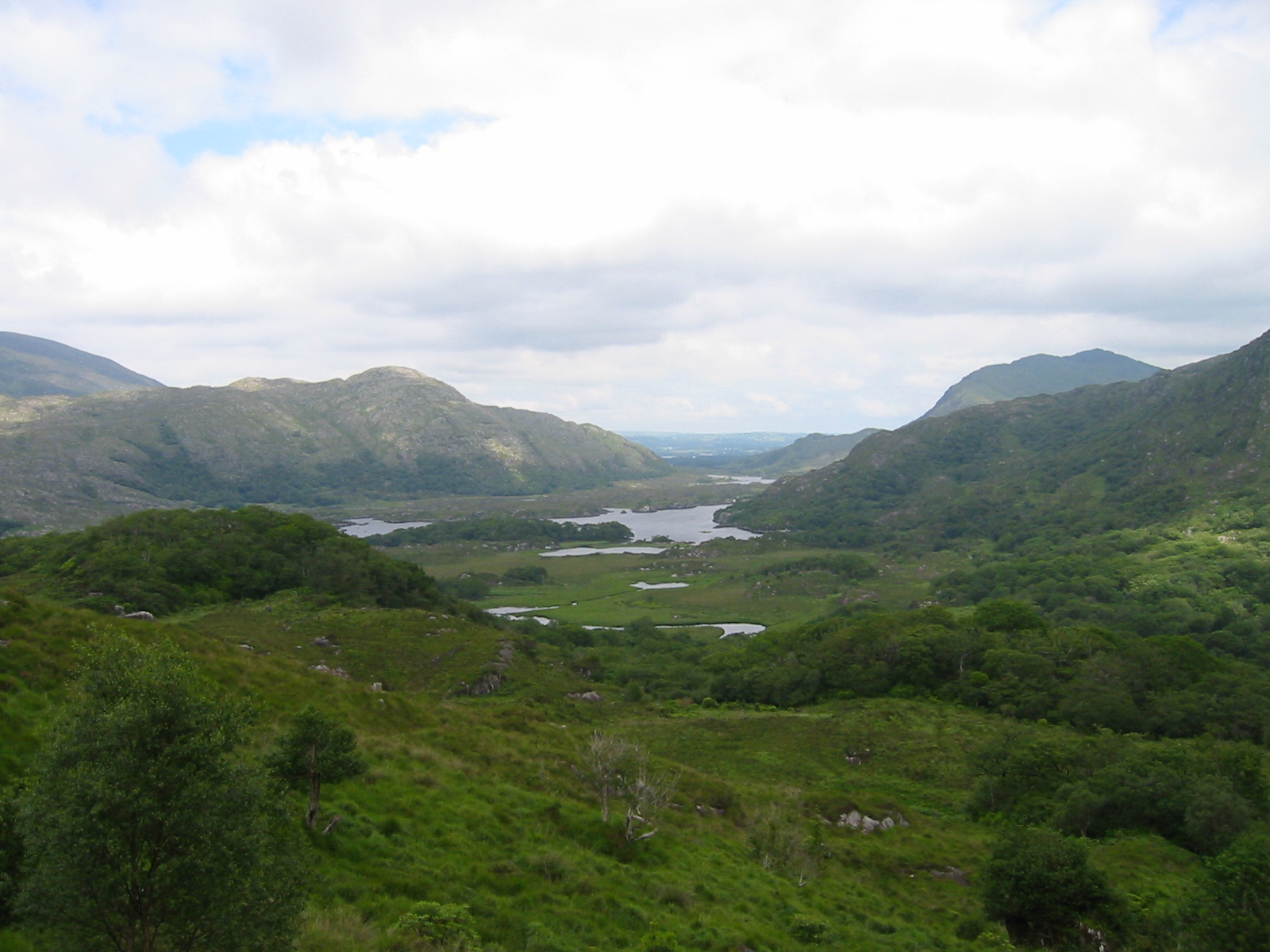
Lacs de Killarney dans le Parc national du même nom.
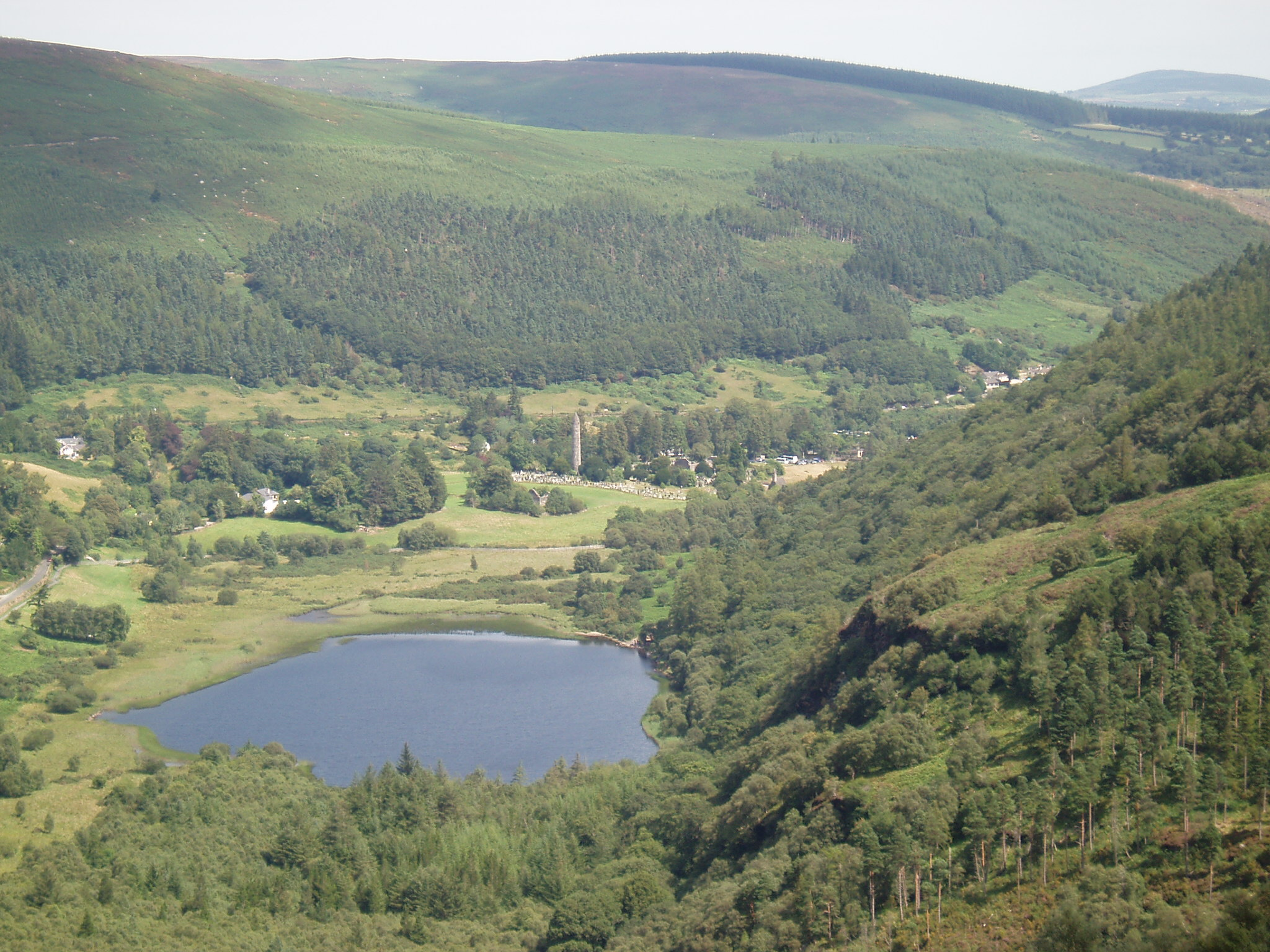
Le Glendalough dans le parc national des montagnes de Wicklow.

#### Réseau européen Natura 2000
Le réseau Natura 2000 rassemble des sites naturels ou semi-naturels de l'Union européenne ayant une grande valeur patrimoniale, par la faune et la flore exceptionnelles qu'ils contiennent.
En décembre 2018, l'Irlande comptait 604 sites dont :
- 165 zones de protection spéciale (ZPS) pour les oiseaux sur une superficie de 5 895 km2 ;
- 439 zones spéciales de conservation (ZSC) (dont les pSIC, SIC) pour les habitats et les espèces sur une superficie de 16 950 km2.

La superficie totale est de 19 486 km2, ce qui représente 13,1 % de la surface terrestre et marine du territoire de l'Irlande.

## Impacts sur les milieux naturels

### Activités humaines

#### Agriculture
7 % de la récolte d'orge de l'Irlande va à la production de Guinness.

#### Déforestation
Les forêts indigènes ont été coupées au fil des siècles depuis la fin du Moyen-Âge. La couverture forestière, réduite à 1 % au début du XXe siècle, est remontée en superficie ces dernières décennies, jusqu'à (11 % en 2017. Depuis 1986, une politique de reboisement a été mise en place, avec des aides incitatives de l’État et de l'ex-CEE (Union Européenne). Cette croissance devrait se poursuivre vu les objectifs nationaux de plantation.

#### Transports

Réseau ferré, ports et aéroports en Irlande

L'Irlande possède de nombreux ports sur toute sa côte, le plus important étant le port de Dublin.
L'Irlande possède cinq aéroports internationaux majeurs : Dublin (24 962 518 passagers en 2015), Cork (2 065 678 passagers), Shannon (1 680 272 passagers), Knock-Irlande Ouest (684 671 passagers) et Kerry (303 039 passagers).
Depuis 2004, un réseau de tramway, le Luas, est disponible à Dublin.

### Énergie et pression sur les ressources non renouvelables
En 2023, l'Irlande est le pays d'Europe où l'électricité est la plus chère, en raison d'un manque de taxe sur les bénéfices des entreprises fournisseuses d'énergie.

### Impacts de l'urbanisation

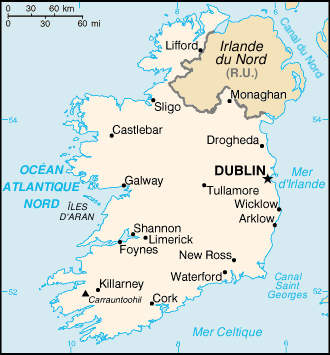
Carte d'Irlande.

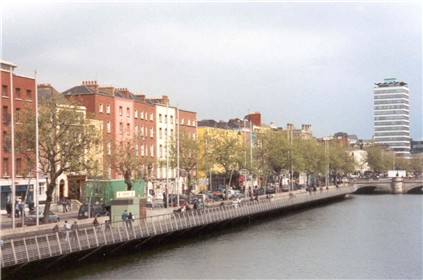
Vue de Dublin et de la Liffey qui divise la ville d'ouest en est

Le taux d'urbanisation est de 60 %, ce qui nettement inférieur à la moyenne de l'Union européenne. Le pays a connu un phénomène de périurbanisation, par exemple autour de Dublin, la capitale.

## Politique environnementale en Irlande
En 2019, à la suite du Royaume-Uni, la république d'Irlande déclare l'urgence pour le climat et la biodiversité. L'objectif est d'atteindre la neutralité carbone en 2050. Il est prévu la plantation de 440 millions d’arbres en 20 ans, de 2020 à 2040.

### Évaluation environnementale globale
En 2015, l'organisation Global Footprint Network (GFN) indique que l'Irlande a un déficit en biocapacité. Les réserves en bois sont faibles, et le bilan carbone est négatif avec une empreinte carbone cinq fois supérieure à la capacité forestière d’absorption.
En 2014, L'Irlande est classée 11e pays le plus performant en matière d'économie verte.
Le jour du dépassement (date de l’année, calculée par l'ONG américaine Global Footprint Network, à partir de laquelle l’humanité est supposée avoir consommé l’ensemble des ressources que la planète est capable de régénérer en un an) du pays est le 27 avril. L'Irlande est l'un des pays dont la consommation dépasse le plus les capacités de la planète.